# Seznam památných stromů v okrese Ústí nad Orlicí
Toto je seznam památných stromů v okrese Ústí nad Orlicí, v němž jsou uvedeny památné stromy na území okresu Ústí nad Orlicí.
| Název                                        | Obrázek    | Umístění                                             | Druh | Obvod [v cm] | Kód wikidata     | Galerie                                                                              | Poznámka |
| -------------------------------------------- | ---------- | ---------------------------------------------------- | --- | --- | ---------------- | ------------------------------------------------------------------------------------ | --- |
| Lípy u zvoničky                              |            | Bohousová 50°5′16″ s. š., 16°23′5″ v. d.             | lípa malolistá (3) | 285 | 104781 Q26779836 |                                                                                      | U pomníku vedle dřevěné zvoničky vlevo od silnice Záchlumí-Česká Rybná; údajně vysazeny v r. 1848 na památku zrušení roboty. Obvody 260–285 cm. |
| Bystřecká alej †                             |            | Bystřec 50°0′32″ s. š., 16°35′52″ v. d.              | lípa malolistá (6) | 390 | 101160 Q26791059 |                                                                                      | Zbývající část stromořadí podél polní cesty ke statku čp. 53 a u čp. 227, 6 lip o obvodech 175–390 cm. Z původně vyhlášených šestice stromů zůstaly pouze tři. Při kontrole stavu byla zjištěna silná hniloba a ochrana stromů byla zrušena 2. července 2020.                                                                                       |
| Bystřecká lípa                               |            | Bystřec 50°0′39″ s. š., 16°36′ v. d.                 | lípa malolistá | 740 | 101140 Q26786695 |                                                                                      | Bystřecká lípa, též Zahradníkova lípa, u č.p. 59 na západním okraji obce směrem na Verměřovice. |
| Buk v Červené Vodě                           |            | Červená Voda 50°1′56″ s. š., 16°44′35″ v. d.         | buk lesní převislý | 295 | 104788 Q26789395 | Kategorie „Buk v Červené Vodě“ na Wikimedia Commons                                  | V zahradě mateřské školy. |
| Jilm a jasan u Červené Vody                  |            | Červená Voda 50°2′50″ s. š., 16°43′13″ v. d.         | jasan ztepilý (1) jilm horský (1) | 422 | 104786 Q26779808 |                                                                                      | V severozápadní části obce u "Skulova" statku, jilm (o 422 cm) skácen, jasan s obvodem 391 cm zachován. |
| Mléč v Červené Vodě                          |            | Červená Voda 50°2′19″ s. š., 16°44′39″ v. d.         | javor mléč | 347 | 104787 Q26789394 | Kategorie „Javor mléč v Červené Vodě“ na Wikimedia Commons                           | Na zahradě u čp. 445 v ulici pod hřbitovem. |
| Alej Maxe Švabinského                        |            | Česká Třebová 49°53′24″ s. š., 16°25′52″ v. d.       | bříza bradavičnatá (671) | 250 | 101148 Q26791054 |                                                                                      | 3 km dlouhé stromořadí po obou stranách silnice zvané "Serpentina" z České Třebové do Kozlova. 320 z původně 671 stromů, obvody 100–250 cm. |
| Jírovec v Trávniku †                         |            | Česká Třebová                                        | jírovec maďal | 342 | 101149           |                                                                                      | SV směrem od českobratrského kostela; skácen v r. 1996. |
| Stromy u sv. Kateřiny                        |            | Česká Třebová 49°54′17″ s. š., 16°27′1″ v. d.        | modřín opadavý (1) javor mléč (7) jasan ztepilý (2) jilm vaz (1) trnovník akát (6) jeřáb ptačí (1) lípa velkolistá (14) lípa malolistá (21) | 300 | 101158 Q26779802 | Kategorie „Cemetery at Saint Catherine chapel in Česká Třebová“ na Wikimedia Commons | Na bývalém hřbitově u kaple sv.Kateřiny, 35 z původně 53 stromů. Obvody 120 až 300 cm. |
| Šmajzrova lípa                               |            | Česká Třebová 49°54′10″ s. š., 16°26′55″ v. d.       | lípa velkolistá | 320 | 104885 Q26789526 |                                                                                      | V zahradě v Lidické č.243. |
| Libchavská hrušeň †                          |            | České Libchavy 50°1′49″ s. š., 16°22′22″ v. d.       | hrušeň obecná | 347 | 104792 Q26789399 |                                                                                      | V obci u cesty, vedoucí podél potoka, jižně od kostela u čp. 201. Ochrana zrušena 6. března 2020. |
| Dub v Damníkově                              |            | Damníkov 49°52′19″ s. š., 16°33′42″ v. d.            | dub letní | 500 | 101134 Q26786688 |                                                                                      | V obci východně od kostela, u stodoly |
| Dub v Darebnicích                            |            | Darebnice 50°1′4″ s. š., 16°11′23″ v. d.             | dub letní | 640 | 101177 Q26786760 |                                                                                      | V obci Darebnice nad rodidnným domem u rekreační chaty. |
| Dub v Dlouhoňovicích †                       |            | Dlouhoňovice 50°4′30″ s. š., 16°26′48″ v. d.         | dub letní | 405 | 101182 Q26786771 |                                                                                      | V zahradě domu naproti železniční trati. |
| Dobříkovské duby                             |            | Dobříkov 50°0′20″ s. š., 16°8′8″ v. d.               | dub letní (2) | 390 | 101118 Q26779820 |                                                                                      | Severně od obce na svahu pod lesem, 2 stromy o obvodech 292 a 390 cm. |
| Stromy v Dobříkově                           |            | Dobříkov 50°0′3″ s. š., 16°8′ v. d.                  | dub letní (6) lípa malolistá (1) | 725 | 101135 Q26779822 | Kategorie „Duby v Dobříkově“ na Wikimedia Commons                                    | U bývalé vodní tvrze, na louce a valu (duby), u stavení tvrze (lípa). Původně 6 dubů, 1 lípa. 1 dub poškozen požárem, padl, ochrana zrušena 19. července 2002, ponecháno torzo. Obvody dubů 390, 422, 442 a 725 cm, obvod lípy 420 cm. |
| Lípa u Hálových                              |            | Dolní Čermná 49°58′39″ s. š., 16°34′31″ v. d.        | lípa velkolistá | 220 | 101132 Q26786681 |                                                                                      | V zahradě u čp. 201 po pravé straně silnice do Dolní Čermné |
| Lípy u kapličky (Petrovice)                  |            | Dolní Čermná 49°59′10″ s. š., 16°32′54″ v. d.        | lípa velkolistá (2) | 460 | 101161 Q26779814 |                                                                                      | U kapličky v lukách jižně od obce Petrovice, 2 stromy (o 460 a 300 cm). |
| Malova lípa                                  |            | Dolní Dobrouč 49°59′24″ s. š., 16°29′40″ v. d.       | lípa malolistá | 510 | 101175 Q26786754 |                                                                                      | U křížku jihovýchodně nad obcí. |
| Javor u kláštera                             |            | Dolní Hedeč 50°4′29″ s. š., 16°47′2″ v. d.           | javor klen | 415 | 101144 Q26786706 |                                                                                      | Východně od kláštera u cesty naproti kříži. |
| Klen před penzionem                          |            | Dolní Hedeč 50°4′30″ s. š., 16°46′59″ v. d.          | javor klen | 345 | 105410 Q26789842 |                                                                                      | Před penzionem na Mariánském kopci jihovýchodně od města. |
| Lípa na Mariánském kopci                     |            | Dolní Hedeč 50°4′31″ s. š., 16°46′58″ v. d.          | lípa malolistá | 310 | 101145 Q26786708 |                                                                                      | Před penzionem na Mariánském kopci jihovýchodně od města Králíky. |
| Lípa před penzionem 1                        |            | Dolní Hedeč 50°4′31″ s. š., 16°46′58″ v. d.          | lípa malolistá | 330 | 105408 Q26789840 |                                                                                      | Před penzionem na Mariánském kopci jihovýchodně od města. |
| Lípa před penzionem 2                        |            | Dolní Hedeč 50°4′30″ s. š., 16°46′58″ v. d.          | lípa malolistá | 295 | 105409 Q26789841 |                                                                                      | Před penzionem na Mariánském kopci jihovýchodně od města. |
| Dub v Dolní Libchavě                         |            | Dolní Libchavy 50°0′2″ s. š., 16°22′45″ v. d.        | dub letní | 374 | 106526           |                                                                                      | Ve volné krajině na pozemku pč. 1530/1 v k. ú. Dolní Libchavy. |
| Lípa v Dolní Lipce                           |            | Dolní Lipka 50°5′5″ s. š., 16°43′16″ v. d.           | lípa velkolistá | 780 | 101224 Q26786827 | Kategorie „Lípa velkolistá v Dolní Lipce“ na Wikimedia Commons                       | U zemědělského učiliště jižně od železniční stanice Dolní Lipka. |
| Lípa v Dolní Moravě                          |            | Dolní Morava 50°7′53″ s. š., 16°47′58″ v. d.         | lípa malolistá | 325 | 101150 Q26786714 |                                                                                      | V severní části obce naproti obchodu cestou odbočit ke stodole. |
| Dub na sídlišti                              |            | Dolní Třešňovec 49°55′26″ s. š., 16°36′52″ v. d.     | dub letní | 345 | 101131 Q26786678 |                                                                                      | V obci na volném prostranství, v lokalitě "Na vrchách" u čp. 174. |
| Džbánovská babyka                            |            | Džbánov 49°55′16″ s. š., 16°9′41″ v. d.              | javor babyka | 230 | 101120 Q26786659 |                                                                                      | V obci u čp. 78. |
| Lípa ve Džbánově                             |            | Džbánov 49°57′11″ s. š., 16°18′22″ v. d.             | lípa velkolistá | 540 | 101217 Q26786820 |                                                                                      | Na severozápadním okraji obce u čp. 6. |
| Dub v Poplužském dvoře                       |            | Helvíkovice 50°5′14″ s. š., 16°25′31″ v. d.          | dub letní | 482 | 104782 Q26789391 |                                                                                      | Na svahu za areálem ZD v Poplužském dvoře, vpravo od cesty k železničnímu přejezdu. |
| Lípy u Hnátnice                              |            | Hnátnice 50°0′34″ s. š., 16°27′5″ v. d.              | lípa malolistá (3) | 540 | 104789 Q26779819 |                                                                                      | 3 stromy nad obcí u kříže, o 320, 390, 540 cm. |
| Lípa u Dušků                                 |            | Horní Čermná 49°58′19″ s. š., 16°36′34″ v. d.        | lípa malolistá | 550 | 101170 Q26786745 |                                                                                      | V obci u statku čp. 177 |
| Lípa u Formánků †                            |            | Horní Čermná                                         | lípa malolistá | 410 | 101172           |                                                                                      | Na hranici s Dolní Čermnou u silnice, těsně u stavení čp. 219. |
| Lipová alej na křížové cestě                 |            | Horní Čermná 49°57′35″ s. š., 16°35′21″ v. d.        | lípa malolistá (75) | 335 | 101169 Q26791035 |                                                                                      | Alej 75 lip jako součást křížové cesty na Mariánskou horu jižně od obce. 196–335 cm obvody. |
| Vlastimilova lípa                            |            | Horní Čermná 49°57′50″ s. š., 16°36′45″ v. d.        | lípa malolistá | 350 | 105928 Q26790543 |                                                                                      | V obci na horní hraně svahu nad hlavní silnicí cca 2 m jihovýchodním směrem od stodoly u čp. 166 |
| Smrk u Horní Dobrouče                        |            | Horní Dobrouč 49°57′55″ s. š., 16°32′14″ v. d.       | smrk ztepilý | 340 | 104798 Q26789408 |                                                                                      | V lesním porostu cca 1,5 km východně od okraje obce. |
| Taraškova lípa                               |            | Horní Heřmanice 49°57′39″ s. š., 16°42′55″ v. d.     | lípa malolistá | 710 | 101220 Q26786822 |                                                                                      | Uváděna i jako Tarážkova lípa. Na severním okraji obce u čp. 29. |
| Lípa velkolistá                              |            | Horní Lipka 50°7′36″ s. š., 16°46′53″ v. d.          | lípa velkolistá | 528 | 105852 Q26790441 | Kategorie „Lípa velkolistá v Horní Lipce“ na Wikimedia Commons                       | Za obcí v polích |
| Dub v Hrušové                                |            | Hrušová 49°54′36″ s. š., 16°11′57″ v. d.             | dub letní | 345 | 101127 Q11832067 | Kategorie „Dub letní v Hrušové“ na Wikimedia Commons                                 | U statku, u silnice v jižní části obce. |
| Lípa ve Hrušové                              |            | Hrušová 49°54′45″ s. š., 16°11′58″ v. d.             | lípa malolistá | 410 | 101128 Q26786670 |                                                                                      | U silnice před areálem zahradnictví. |
| Borovice u Trojhránku                        |            | Choceň 50°0′5″ s. š., 16°11′36″ v. d.                | borovice lesní | 215 | 101162 Q26786731 |                                                                                      | V lesním porostu při lesní silnici Formanka v lokalitě U Trojhránku. |
| Lípa u hřbitova (Choceň)                     |            | Choceň 50°0′11″ s. š., 16°13′44″ v. d.               | lípa malolistá | 460 | 101146 Q26786710 | Kategorie „Lípa u hřbitova (Choceň)“ na Wikimedia Commons                            | U hřbitova v zatáčce silnice z Chocně do Ústí nad Orlicí. |
| Lipová alej na Hemže                         |            | Choceň 50°0′22″ s. š., 16°14′14″ v. d.               | lípa malolistá (161) | 560 | 101147 Q26791041 | Kategorie „Lipová alej na Hemže“ na Wikimedia Commons                                | Podél silnice z Chocně na Hemže, 161 stromů. |
| Lipová alej v Chocni od zámku na Chlum       |            | Choceň 49°59′32″ s. š., 16°13′32″ v. d.              | lípa malolistá (16) | 470 | 104899 Q17455095 |                                                                                      | Čtyřřadá alej nestejně starých lip od zámku v Chocni na Chlum. Původně 690 stromů, později 659, současně 635. |
| Dub v Jablonném                              |            | Jablonné nad Orlicí 50°1′53″ s. š., 16°36′8″ v. d.   | dub letní | 580 | 101226 Q22695706 |                                                                                      | V Jablonném na rozhraní ulic Slezské a Pod Kopečkem za hotelem " U dubu". |
| Borovice u Jakubovic                         |            | Jakubovice 49°57′35″ s. š., 16°33′48″ v. d.          | borovice lesní | 300 | 101221 Q26786824 |                                                                                      | Vpravo u silnice Jakubovice-Dolní Čermná. |
| Klen v Jamném †                              |            | Jamné nad Orlicí 50°2′26″ s. š., 16°38′2″ v. d.      | javor klen | 505 | 101174 Q26786751 | Kategorie „Klen v Jamném“ na Wikimedia Commons                                       | U chalupy poblíž kostela, nápadné kořenové náběhy. Ochrana zrušena 17.03.2025. |
| Tis v Jamném †                               |            | Jamné nad Orlicí 50°2′20″ s. š., 16°37′54″ v. d.     | tis červený | & Chyba ve výrazu: Neočekávaný operátor / Chyba ve výrazu: Neočekávaný operátor / Chyba ve výrazu: Neočekávaný operátor / Chyba ve výrazu: Neočekávaný operátor / Chyba ve výrazu: Neočekávaný operátor / Chyba ve výrazu: Neočekávaný operátor / Chyba ve výrazu: Neočekávaný operátor / Chyba ve výrazu: Neočekávaný operátor / Chyba ve výrazu: Neočekávaný operátor / Chyba ve výrazu: Neočekávaný operátor / Chyba ve výrazu: Neočekávaný operátor / Chyba ve výrazu: Neočekávaný operátor / Chyba ve výrazu: Neočekávaný operátor / Chyba ve výrazu: Neočekávaný operátor / Chyba ve výrazu: Neočekávaný operátor / -1.0000-0 |                  | Kategorie „Tis v Jamném“ na Wikimedia Commons                                        | Dávno odumřelý památný strom, jehož nezvyklý totemu podobný kmen pro jeho stáří a množství pověstí místní obyvatelé chrání, takže je na kraji obce k vidění doposud. |
| Lípa v Jehnědí                               |            | Jehnědí 49°58′13″ s. š., 16°18′20″ v. d.             | lípa malolistá | 295 | 104796 Q26789405 |                                                                                      | V centru obce u kamenného křížku poblíž sokolovny. |
| Lípy u pomníku (Jehnědí)                     |            | Jehnědí 49°58′15″ s. š., 16°18′20″ v. d.             | lípa malolistá (2) | 263 | 104797 Q26779816 |                                                                                      | 2 lípy u památníku obětem světové války v centru obce, obvody 230 a 263 cm. |
| Lípa u kapličky (Kameničná)                  |            | Kameničná 50°7′13″ s. š., 16°26′6″ v. d.             | lípa malolistá | 465 | 101187 Q26786780 |                                                                                      | V ohybu silnice ke hřbitovu u kapličky. |
| Lípa v Kameničné                             |            | Kameničná 50°7′14″ s. š., 16°26′5″ v. d.             | lípa malolistá | 300 | 101188 Q26786783 |                                                                                      | V obci proti čp. 75 na travnaté ploše, která tvoří trojúhelník mezi hlavní a vedlejšími silnicemi |
| Lípa v Kameničné 2                           |            | Kameničná 50°7′0″ s. š., 16°26′9″ v. d.              | lípa velkolistá | 500 | 101186 Q26786778 |                                                                                      | V jižní části obce u chalupy čp. 23. |
| Lípa v Kameničné 3 †                         |            | Kameničná                                            | lípa malolistá | 490 | 101185           |                                                                                      | V obci v zahradě domu čp. 1.Ochrana zrušena 25. října 2011 z důvodu vylomení kosterní větve (lípa zřejmě stále existuje). |
| Lípa v Kameničné 4                           |            | Kameničná 50°7′ s. š., 16°26′11″ v. d.               | lípa velkolistá | 565 | 101184 Q26786775 |                                                                                      | V jižní části obce u cesty nad chalupou čp. 23. |
| Prausovy lípy                                |            | Kameničná 50°7′4″ s. š., 16°26′41″ v. d.             | lípa malolistá (2) | 455 | 101156 Q26779843 |                                                                                      | Vpravo u silnice Žamberk-Kameničná u křížku, 2 stromy s obvody 420 a 455 cm. |
| Hloh obecný                                  |            | Klášterec nad Orlicí 50°6′13″ s. š., 16°33′45″ v. d. | hloh obecný | 171 | 101229 Q26786830 |                                                                                      | Na kopci v poli u cesty mezi Kláštercem a Lhotkou. |
| Jirešův javor                                |            | Klášterec nad Orlicí 50°6′58″ s. š., 16°33′4″ v. d.  | javor klen | 320 | 101154 Q26786725 |                                                                                      | U chalupy ve stráni u cesty ke Končinám. |
| Klášterecké jasany                           |            | Klášterec nad Orlicí 50°6′21″ s. š., 16°33′8″ v. d.  | jasan ztepilý (2) | 475 | 101157 Q26779841 |                                                                                      | U domu čp. 20, 375 a 475 cm. |
| Klášterecký klen                             | Javor klen | Klášterec nad Orlicí 50°6′42″ s. š., 16°33′13″ v. d. | javor klen | 545 | 101230 Q12029572 | Kategorie „Klášterecký klen“ na Wikimedia Commons                                    | V obci u kostela. Také známý jako Panouškův javor. |
| Obrova lípa                                  |            | Klášterec nad Orlicí 50°6′26″ s. š., 16°34′3″ v. d.  | lípa malolistá | 430 | 105893 Q26790509 |                                                                                      | Východně mimo zastavěné území obce cca 3 m od polní cesty a toku |
| Tománkova lípa                               |            | Klášterec nad Orlicí 50°7′8″ s. š., 16°33′22″ v. d.  | lípa velkolistá | 905 | 101231 Q12059159 |                                                                                      | Na dvoře statku čp. 66 ve stráni vpravo od silnice směrem k Zemské bráně. |
| Lípa u bytovek                               |            | Knapovec 49°57′22″ s. š., 16°27′4″ v. d.             | lípa malolistá | 410 | 101141 Q26786698 |                                                                                      | za křižovatkou silnic Ústí nad Orlicí-Lanškroun-Horní Dobrouč u bytovek. |
| Lípa u Knapovce                              |            | Knapovec 49°57′41″ s. š., 16°26′11″ v. d.            | lípa velkolistá | 620 | 101178 Q26786763 |                                                                                      | Severně od silnice Hylváty-Knapovec. |
| Lípy v Knapovci                              |            | Knapovec 49°57′22″ s. š., 16°27′5″ v. d.             | lípa malolistá (2) | 870 | 101222 Q12034691 |                                                                                      | V obci u bytovek za křižovatkou silnice Ústí nad Orlicí-Lanškroun-Horní Dobrouč. Dva stromy, obvody 870 a 500 cm. |
| Buk a lípa u pastviny                        |            | Kozlov 49°52′54″ s. š., 16°25′11″ v. d.              | buk lesní (1) lípa malolistá (1) | & Chyba ve výrazu: Neočekávaný operátor / Chyba ve výrazu: Neočekávaný operátor / Chyba ve výrazu: Neočekávaný operátor / Chyba ve výrazu: Neočekávaný operátor / Chyba ve výrazu: Neočekávaný operátor / Chyba ve výrazu: Neočekávaný operátor / Chyba ve výrazu: Neočekávaný operátor / Chyba ve výrazu: Neočekávaný operátor / Chyba ve výrazu: Neočekávaný operátor / Chyba ve výrazu: Neočekávaný operátor / Chyba ve výrazu: Neočekávaný operátor / Chyba ve výrazu: Neočekávaný operátor / Chyba ve výrazu: Neočekávaný operátor / Chyba ve výrazu: Neočekávaný operátor / Chyba ve výrazu: Neočekávaný operátor / -1.0000-0 | 101115 Q26779799 |                                                                                      | Na okraji pastviny u silnice Kozlov-Semanín u odbočky k Švabinského chatě. Ochrana jednoho stromu (lípy) byla zrušena 17. června 2022. Vyvrácený kmen byl ponechán na místě do doby samovolného rozpadu. |
| Alej ke klášteru                             |            | Králíky 50°4′45″ s. š., 16°46′19″ v. d.              | javor klen jasan jeřáb lípa | 290 | 101214 Q26790987 | Kategorie „Alej ke klášteru (Králíky)“ na Wikimedia Commons                          | Podél křížové cesty ke kostelu Nanebevzetí Panny Marie na Hoře Matky Boží |
| Klen v Králíkách                             |            | Králíky 50°4′51″ s. š., 16°46′18″ v. d.              | javor klen | 330 | 101153 Q26786723 |                                                                                      | Na východním okraji obce poblíž cesty ke klášteru v ulici Antonína Dvořáka 773. |
| Lípa na křižovatce v Králíkách               |            | Králíky 50°4′58″ s. š., 16°45′59″ v. d.              | lípa malolistá | 350 | 101151 Q26786717 | Kategorie „Lípa na křižovatce“ na Wikimedia Commons                                  | V zahradě u čp. 39 na křižovatce ulic Polní, Příkrá a 17. listopadu |
| Lípa u Hedečského potoka                     |            | Králíky 50°5′3″ s. š., 16°45′7″ v. d.                | lípa malolistá | 360 | 101152 Q26786720 |                                                                                      | Na západním okraji města u čp. 248 v Dolní ulici |
| Vondrova vrba                                |            | Kunčice 50°1′29″ s. š., 16°30′7″ v. d.               | vrba bílá | 580 | 101225 Q26786828 |                                                                                      | Vrba u pole na kopci při cestě z Kunčic k lesu Herklies; v situačním zákresu je strom umístěn na parcelu p. č. 242. |
| Bratrská lípa v Kunvaldu                     |            | Kunvald 50°7′49″ s. š., 16°29′50″ v. d.              | lípa malolistá | 820 | 101232 Q11248520 | Kategorie „Bratrská lípa“ na Wikimedia Commons                                       | Ve stráni po levé straně od silnice Kunvald-Rokytnice nad Orlicí u čp. 77. Obvod uváděn až 900 cm. |
| Javor horský klen                            |            | Kunvald 50°8′19″ s. š., 16°30′49″ v. d.              | javor klen | 332 | 106060 Q26790672 |                                                                                      | V soukromé zahradě u č.e. 63 |
| Lípa u Dolní Rokytnice                       |            | Kunvald 50°8′59″ s. š., 16°28′52″ v. d.              | lípa malolistá | 448 | 101180 Q26786770 |                                                                                      | Jihovýchodně od Dolní Rokytnice poblíž Záhorského potoka u čp. 54 |
| Lípa v Kunvaldu                              |            | Kunvald 50°6′44″ s. š., 16°29′44″ v. d.              | lípa velkolistá | 505 | 101176 Q26786758 |                                                                                      | V jižní části obce u chalupy čp. 178. |
| Lípy u sv. Jana Nepomuckého                  |            | Kunvald 50°7′8″ s. š., 16°29′59″ v. d.               | lípa malolistá (4) | 540 | 101211 Q26779840 |                                                                                      | V obci u pomníku sv. Jana Nepomuckého u čp. 137. Původně 4 stromy, jedna zničena bleskem, náhradní vysazena roku 1989, v realitě se jedná o 2 lípy malolisté, jednu starou lípu velkolistou a jednu mladou lípu velkolistou. |
| Chromcova lípa                               |            | Lanškroun 49°54′19″ s. š., 16°37′2″ v. d.            | lípa velkolistá | 420 | 105589 Q26790165 |                                                                                      | V obci u čp. 238. |
| Lípa u evangelického kostela                 |            | Lanškroun 49°54′52″ s. š., 16°37′4″ v. d.            | lípa malolistá | 250 | 101133 Q26786683 |                                                                                      | U evangelického kostela. |
| Letohradská lípa                             |            | Letohrad 50°2′43″ s. š., 16°30′22″ v. d.             | lípa malolistá | 580 | 101139 Q26786692 |                                                                                      | Severozápadně od hranice bažantnice. |
| Lípa svobody                                 |            | Letohrad 50°2′14″ s. š., 16°30′5″ v. d.              | lípa velkolistá | 260 | 104778 Q26789388 |                                                                                      | Na náměstí Svobody, vysazena 13. dubna 1919 na počest vzniku samostatné Československé republiky. |
| Lípa na Husově náměstí                       |            | Letohrad 50°1′58″ s. š., 16°30′48″ v. d.             | lípa velkolistá | 272 | 106480           |                                                                                      | Roste na pozemku parc. č. 378/78 na Husově náměstí |
| Stromy u Letohradské bažantnice              |            | Letohrad 50°2′43″ s. š., 16°30′22″ v. d.             | habr obecný (1) javor klen (1) lípa malolistá (1)                                                                                           | 310 | 104776 Q26779827 |                                                                                      | Na travnaté ploše, která navazuje na přírodní památku Letohradská bažantnice, 3 stromy, obvody 210–310 cm. |
| Lípy u hřbitova (Lhotka)                     |            | Lhotka 49°55′38″ s. š., 16°26′11″ v. d.              | lípa malolistá (2) | & Chyba ve výrazu: Neočekávaný operátor / Chyba ve výrazu: Neočekávaný operátor / Chyba ve výrazu: Neočekávaný operátor / Chyba ve výrazu: Neočekávaný operátor / Chyba ve výrazu: Neočekávaný operátor / Chyba ve výrazu: Neočekávaný operátor / Chyba ve výrazu: Neočekávaný operátor / Chyba ve výrazu: Neočekávaný operátor / Chyba ve výrazu: Neočekávaný operátor / Chyba ve výrazu: Neočekávaný operátor / Chyba ve výrazu: Neočekávaný operátor / Chyba ve výrazu: Neočekávaný operátor / Chyba ve výrazu: Neočekávaný operátor / Chyba ve výrazu: Neočekávaný operátor / Chyba ve výrazu: Neočekávaný operátor / -1.0000-0 | 101116 Q26779801 |                                                                                      | Po obou stranách brány na hřbitov, 2 stromy. |
| Rybkova lípa                                 |            | Lhotka 49°55′34″ s. š., 16°26′28″ v. d.              | lípa malolistá | 560 | 104615 Q26789283 |                                                                                      | Na travnaté ploše, 8 m od čp. 9, vedle místní komunikace. |
| Lípy u kapličky (Lukavice)                   |            | Lukavice 50°4′17″ s. š., 16°28′49″ v. d.             | lípa malolistá (6) | 341 | 101207 Q26779837 |                                                                                      | Na okraji obce u kapličky z r. 1865 u silnice na Žamberk, 6 stromů. |
| Lukavický dub                                |            | Lukavice 50°3′32″ s. š., 16°28′51″ v. d.             | dub letní | 380 | 101166 Q26786739 | Kategorie „Dub letní v Lukavici“ na Wikimedia Commons                                | U čp. 127. |
| Lípy u kostela (Mladkov)                     |            | Mladkov 50°5′51″ s. š., 16°37′41″ v. d.              | lípa velkolistá (1) lípa malolistá (1) | 565 | 101138 Q26779805 |                                                                                      | V obci u kostela, původně 2 stromy o obvodech 500 a 565 cm, jedna z lip zanikla. |
| Lípa u fary (Nekoř)                          |            | Nekoř 50°3′19″ s. š., 16°33′10″ v. d.                | lípa malolistá | 360 | 104777 Q26789387 |                                                                                      | V obci u fary na mírném svahu. |
| Lípy u kostela v Nekoři                      |            | Nekoř 50°3′20″ s. š., 16°33′6″ v. d.                 | lípa malolistá (5) | 360 | 101210 Q26779825 |                                                                                      | V obci u kostela na travnaté ploše a u silnice, 5 stromů. |
| Lípy na Pastvinách †                         |            | Pastviny                                             | lípa malolistá (2) | 580 | 101228           |                                                                                      | U křížku v blízkosti přehradní nádrže při pravé straně vedlejší silnice od hráze k Pastvinám. |
| Vejdova lípa                                 |            | Pastviny 50°5′42″ s. š., 16°33′15″ v. d.             | lípa velkolistá | 1 305 | 101227 Q11878191 | Kategorie „Vejdova lípa“ na Wikimedia Commons                                        | U bývalé hájovny čp. 21 na jihozápadním okraji obce u místní komunikace vedoucí z křižovatky Pastviny-Žamberk-Letohrad. |
| Duby a javor v Písečné                       |            | Písečná 50°2′44″ s. š., 16°26′57″ v. d.              | dub letní (2) javor mléč (1) | 430 | 101159 Q26779824 |                                                                                      | V obci na travnaté ploše u čp. 116 a čp. 118, 2 duby (410, 430 cm) a javor (300 cm). |
| Lípa v Písečné †                             |            | Písečná 50°3′4″ s. š., 16°26′8″ v. d.                | lípa malolistá | 670 | 104775 Q26789386 |                                                                                      | V zahradě u čp. 84 v Písečné; pravděpodobně nejstarší strom v obci, stáří cca 300 let. Ochrana zrušena 28.12.2017. |
| Lípa v Písečné †                             |            | Písečná                                              | lípa malolistá | 350 | 101181           |                                                                                      | U rekreační chalupy nad rybníkem ve střední části obce. Lípa zničena vichřicí roku 2002, ochrana zrušena 9. července t. r. |
| Smrk u Písečné †                             |            | Písečná                                              | smrk ztepilý | 480 | 104774           |                                                                                      | V údolí potoka pod silnicí. Poškození vylomením jednoho z kmene roku 2003, následně uschnutí po napadení kůrovcem. Ochrana zrušena 21. května 2009. |
| Lípa v Prostřední Lipce                      |            | Prostřední Lipka 50°6′11″ s. š., 16°44′54″ v. d.     | lípa velkolistá | 686 | 101223 Q26786825 | Kategorie „Lípa v Prostřední Lipce“ na Wikimedia Commons                             | V obci u čp. 26. |
| Dub v Rybníku                                |            | Rybník 49°53′3″ s. š., 16°28′36″ v. d.               | dub letní | 305 | 105815 Q26790391 |                                                                                      | Nezpevněné stanoviště na jihozápadním okraji zastavěného území obce. |
| Hrušeň u Rybníka †                           |            | Rybník                                               | hrušeň obecná | 420 | 101215           |                                                                                      | Na mírně svažité pastvině nad bývalým zemědělským areálem v obci Rybník. Zničena vichřicí 25. června 2008, ochrana ukončena 28. listopadu 2008. |
| Lípa v Rybníku                               |            | Rybník 49°53′32″ s. š., 16°28′27″ v. d.              | lípa malolistá | 410 | 101173 Q26786748 |                                                                                      | V obci u čp. 11. |
| Borovice nad Řetovou                         |            | Řetová 49°56′23″ s. š., 16°22′32″ v. d.              | borovice lesní | 323 | 104790 Q26789396 |                                                                                      | Ve stráni nad obcí vlevo před fotbalovm hřištěm u jedné z chat. |
| Buk u Řetové                                 |            | Řetová 49°57′ s. š., 16°22′21″ v. d.                 | buk lesní | 440 | 104791 Q26789398 |                                                                                      | V obci nad chalupami vlevo od silnice směrem do Ústí nad Orlicí. |
| Dostálova lípa                               |            | Řetová 49°56′45″ s. š., 16°22′46″ v. d.              | lípa velkolistá | 940 |                  |                                                                                      | Ve středu obce vpravo od stavení čp. 1. |
| Dub v Řetové                                 |            | Řetová 49°56′27″ s. š., 16°23′16″ v. d.              | dub letní | 470 | 101143 Q26786703 |                                                                                      | Vpravo od silnice směrem na Přívrat za statkem |
| Lípa v Řetové                                |            | Řetová 49°56′44″ s. š., 16°22′46″ v. d.              | lípa malolistá | 510 | 101155 Q26786729 |                                                                                      | Ve středu obce u stavení čp. 1. |
| Lípy u kapličky (Řetůvka) †                  |            | Řetůvka                                              | lípa malolistá (6) | 356 | 101213           |                                                                                      | V obci u hřbitova u kaple sv. Václava. Původně 6 lip, 1. se rozlomila roku 1999 (nahradila ji nová), 2. a 3. skáceny pro špatný zdravotní stav na základě rozhodnutí z 15. července 2002 (nahradily je nové), 4. vyvrácena 21. června 2002 (vysazena nová), 5. a 6. poškozeny bouří 6. července 2007 – skáceny. Ochrana ukončena 13. července 2007. |
| Slatinský dub                                |            | Slatina 49°58′15″ s. š., 16°10′4″ v. d.              | dub letní | 328 | 101122 Q26786664 |                                                                                      | Na severní straně Bučkova kopce. |
| Dub v Sopotnici                              |            | Sopotnice 50°3′24″ s. š., 16°20′47″ v. d.            | dub letní | 485 | 101142 Q26786699 |                                                                                      | Na zahradě u čp. 40. |
| Lípa na Šivrách                              |            | Sopotnice 50°2′44″ s. š., 16°22′16″ v. d.            | lípa malolistá | 374 | 106525           |                                                                                      | U štítové stěny čp. 82 v lokalitě na Šivrách. |
| Čertův dub                                   |            | Sruby 50°0′31″ s. š., 16°10′32″ v. d.                | dub | & Chyba ve výrazu: Neočekávaný operátor / Chyba ve výrazu: Neočekávaný operátor / Chyba ve výrazu: Neočekávaný operátor / Chyba ve výrazu: Neočekávaný operátor / Chyba ve výrazu: Neočekávaný operátor / Chyba ve výrazu: Neočekávaný operátor / Chyba ve výrazu: Neočekávaný operátor / Chyba ve výrazu: Neočekávaný operátor / Chyba ve výrazu: Neočekávaný operátor / Chyba ve výrazu: Neočekávaný operátor / Chyba ve výrazu: Neočekávaný operátor / Chyba ve výrazu: Neočekávaný operátor / Chyba ve výrazu: Neočekávaný operátor / Chyba ve výrazu: Neočekávaný operátor / Chyba ve výrazu: Neočekávaný operátor / -1.0000-0 |                  |                                                                                      | Pod vrcholem stejnojmenného kopce. |
| Lípy ve Strážné                              |            | Strážná 49°54′40″ s. š., 16°42′37″ v. d.             | lípa malolistá (2) | 585 | 101219 Q26779813 |                                                                                      | Ve středu obce u silnice u čp. 1, 2 stromy. |
| Stříhanovská lípa †                          |            | Stříhanov                                            | lípa malolistá | 420 | 101124           |                                                                                      | Na návsi u čp. 3, ochrana zrušena 12. srpna 2009 z důvodu napadení dřevomorem kořenovým a bílou plísní (narušená statika, ohrožení okolí).Strom již pravděpodobně neexistuje. |
| Svařeňská lípa                               |            | Svařeň 49°55′5″ s. š., 16°6′24″ v. d.                | lípa malolistá | 440 | 101119 Q26786657 | Kategorie „Svařeňská lípa“ na Wikimedia Commons                                      | Na Sítince nedaleko bývalého zájezdního hostince. |
| Svařeňský klen                               |            | Svařeň 49°55′27″ s. š., 16°5′50″ v. d.               | javor klen | 362 | 104896 Q26789535 | Kategorie „Svařeňský klen“ na Wikimedia Commons                                      | U cesty v blízkosti domu čp. 37 v obci. |
| Svinenská lípa                               |            | Svinná 49°53′55″ s. š., 16°23′4″ v. d.               | lípa malolistá | 382 | 101117 Q26786654 |                                                                                      | V obci v zahradě u čp. 6. |
| Pecháčkova lípa                              |            | Trpík 49°50′49″ s. š., 16°34′7″ v. d.                | lípa velkolistá | 467 | 105588 Q26790164 |                                                                                      | V obci v soukromé zahradě č. 42. |
| Dub u Újezda                                 |            | Újezd u Chocně 50°1′49″ s. š., 16°11′9″ v. d.        | dub letní | 710 | 101179 Q26786764 |                                                                                      | V louce mezi Tichou Orlicí a lipovou alejí za železniční stanicí Újezd u Chocně. |
| Babyka v Riegrově sadu                       |            | Ústí nad Orlicí 49°58′11″ s. š., 16°23′43″ v. d.     | javor babyka | 500 | 101208 Q26786811 |                                                                                      | V blízkosti hlavní silnice v tzv. Riegrově sadu. |
| Buk na hřbitově                              |            | Ústí nad Orlicí 49°58′55″ s. š., 16°23′47″ v. d.     | buk lesní červenolistý | 395 | 104794 Q26789402 |                                                                                      | Na hřbitově. |
| Buk v Ježkově ulici                          |            | Ústí nad Orlicí 49°58′32″ s. š., 16°23′26″ v. d.     | buk lesní červenolistý | 410 | 104793 Q26789400 |                                                                                      | V Ježkově ulici v zahradě pod divadlem. |
| Buk v Jiráskově ulici                        |            | Ústí nad Orlicí 49°58′31″ s. š., 16°24′3″ v. d.      | buk lesní červenolistý | 320 | 101209 Q26786814 |                                                                                      | Na křižovatce v ostrůvku mezi silnicí a chodníkem před čp. 694. |
| Lípa u gymnázia                              |            | Ústí nad Orlicí 49°58′16″ s. š., 16°23′44″ v. d.     | lípa malolistá | 380 | 104795 Q26789403 |                                                                                      | V ulici T. G. Masaryka proti gymnáziu. |
| Lípa u Velké Moravy                          |            | Velká Morava 50°8′30″ s. š., 16°48′27″ v. d.         | lípa velkolistá | 480 | 104785 Q26789393 |                                                                                      | Vpravo od silnice z Dolní Moravy do Velké Moravy, cca 10 m od chaty v místě za autobusovou zastávkou. |
| Dub Na Poříčí                                |            | Verměřovice 50°0′31″ s. š., 16°33′38″ v. d.          | dub letní | 630 | 101165 Q26786736 |                                                                                      | V obci Verměřovice, Na Poříčí u čp. 136. |
| Verměřovická lípa †                          |            | Verměřovice                                          | lípa | & Chyba ve výrazu: Neočekávaný operátor / Chyba ve výrazu: Neočekávaný operátor / Chyba ve výrazu: Neočekávaný operátor / Chyba ve výrazu: Neočekávaný operátor / Chyba ve výrazu: Neočekávaný operátor / Chyba ve výrazu: Neočekávaný operátor / Chyba ve výrazu: Neočekávaný operátor / Chyba ve výrazu: Neočekávaný operátor / Chyba ve výrazu: Neočekávaný operátor / Chyba ve výrazu: Neočekávaný operátor / Chyba ve výrazu: Neočekávaný operátor / Chyba ve výrazu: Neočekávaný operátor / Chyba ve výrazu: Neočekávaný operátor / Chyba ve výrazu: Neočekávaný operátor / Chyba ve výrazu: Neočekávaný operátor / -1.0000-0 |                  |                                                                                      | Lípa úctyhodných rozměrů stávala u statku č.10, odumřela při požáru roku 1915. |
| Verměřovická lípa u hřiště †                 |            | Verměřovice 50°41′7″ s. š., 14°56′53″ v. d.          | lípa malolistá | 460 | 101171 Q11879537 |                                                                                      | Na jižním okraji obce u volejbalového hřiště.27. července 2010 byla ochrana zrušena.Koruna vykazovala sníženou vitalitu, identifikovány plodnice dřevomoru kořenového. |
| Dub u Vraclavi                               |            | Vraclav 49°58′18″ s. š., 16°6′30″ v. d.              | dub letní | 488 | 101123 Q26786666 |                                                                                      | Na okraji lesa u cesty k zemědělskému družstvu. |
| Výprachtická lípa                            |            | Výprachtice 49°59′25″ s. š., 16°39′57″ v. d.         | lípa malolistá | 520 | 104895 Q11996410 | Kategorie „Výprachtická lípa“ na Wikimedia Commons                                   | U hlavní silnice v obci u čp. 172, původně obvod 11 metrů. |
| Borovice u mlýna                             |            | Vysoké Mýto 49°58′31″ s. š., 16°8′39″ v. d.          | borovice černá | & Chyba ve výrazu: Neočekávaný operátor / Chyba ve výrazu: Neočekávaný operátor / Chyba ve výrazu: Neočekávaný operátor / Chyba ve výrazu: Neočekávaný operátor / Chyba ve výrazu: Neočekávaný operátor / Chyba ve výrazu: Neočekávaný operátor / Chyba ve výrazu: Neočekávaný operátor / Chyba ve výrazu: Neočekávaný operátor / Chyba ve výrazu: Neočekávaný operátor / Chyba ve výrazu: Neočekávaný operátor / Chyba ve výrazu: Neočekávaný operátor / Chyba ve výrazu: Neočekávaný operátor / Chyba ve výrazu: Neočekávaný operátor / Chyba ve výrazu: Neočekávaný operátor / Chyba ve výrazu: Neočekávaný operátor / -1.0000-0 | 101137 Q26786690 |                                                                                      | Ve Šnakově v areálu zemědělských staveb kolem bývalého mlýna. |
| Dub Na Vinicích                              |            | Vysoké Mýto 49°57′31″ s. š., 16°11′19″ v. d.         | dub letní | 370 | 101125 Q11832040 | Kategorie „Dub letní Na Vinicích“ na Wikimedia Commons                               | Na kraji lesa na turistické stezce, nedaleko restaurace Na Vinicích. |
| Liliovník ve školce                          |            | Vysoké Mýto 49°57′23″ s. š., 16°9′20″ v. d.          | liliovník tulipánokvětý | 269 | 101129 Q26786674 |                                                                                      | V zahradě mateřské školy; trojkmen. |
| Lípa v poli (Vysoké Mýto) †                  |            | Vysoké Mýto 49°57′28″ s. š., 16°7′3″ v. d.           | lípa malolistá | 330 | 101126 Q26786669 |                                                                                      | Uprostřed pole mezi Vysokým Mýtem a Vraclaví u božích muk z r. 1878, při bývalé cestě z Vraclavi do Vysokého Mýta. Ochrana zrušena 25.02.2025. |
| Lípa ve Vraclavské                           |            | Vysoké Mýto 49°57′15″ s. š., 16°8′52″ v. d.          | lípa malolistá | 248 | 101121 Q26786660 |                                                                                      | Ve Vraclavské ulici, za přejezdem na trati Choceň-Vysoké Mýto. |
| Pyramidální dub v parku                      |            | Vysoké Mýto 49°57′6″ s. š., 16°9′31″ v. d.           | dub letní sloupovitý | 434 | 101130 Q26786675 |                                                                                      | Na okraji parku Otmara Vaňorného za základní školou. |
| Lípa ve Střihanově                           |            | Zádolí 49°54′6″ s. š., 16°7′43″ v. d.                | lípa malolistá | 320 | 101212 Q26786815 |                                                                                      | V obci na návsi. |
| Dub v Záchlumí                               |            | Záchlumí 50°5′53″ s. š., 16°22′34″ v. d.             | dub letní | 465 | 104780 Q26789390 |                                                                                      | U čp. 24 vpravo od silnice Rybná nad Zdobnicí – Záchlumí. |
| Stromy v zámeckém parku                      |            | Zámrsk 49°59′17″ s. š., 16°7′50″ v. d.               | dub letní (1) buk lesní nachový (1) habr obecný (1) javor stříbrný (1) líska turecká (1) lípa malolistá (3)                                 | 426 | 101136 Q12043630 | Kategorie „Šestikmenná lípa v Zámrsku“ na Wikimedia Commons                          | V zámeckém parku v blízkosti skleníku, jeden ze stromů – šestiramenná lípa. Obvody 200 (lípa) až 426 (dub) centimetrů. |
| Topol v Zámrsku                              |            | Zámrsk 49°59′35″ s. š., 16°7′3″ v. d.                | topol černý | 641 | 101216 Q26786818 |                                                                                      | Na severozápadní straně od obce směrem k železniční trati u elektrárny. |
| Alej pod zámkem                              |            | Žamberk 50°5′7″ s. š., 16°28′23″ v. d.               | dub letní (36) habr obecný (1) olše lepkavá (1)                                                                                             | 440 | 101198 Q26790817 |                                                                                      | Na hrázi Zámeckého rybníka, 36 dubů, 1 habr, 1 olše. |
| Buk u kostela                                |            | Žamberk 50°5′12″ s. š., 16°27′46″ v. d.              | buk lesní červenolistý | 379 | 101205 Q26786807 |                                                                                      | U kostela nad silnicí. |
| Buk u mateřské skoly                         |            | Žamberk 50°5′9″ s. š., 16°28′13″ v. d.               | buk lesní červenolistý | 327 | 101199 Q26786796 |                                                                                      | Na zahradě školky u silnice na Nekoř. |
| Buk u pošty                                  |            | Žamberk 50°5′4″ s. š., 16°27′51″ v. d.               | buk lesní stříhanolistý | 210 | 101206 Q26786810 |                                                                                      | Vojáčkovy sady u pošty. |
| Buk u sokolovny                              |            | Žamberk 50°5′12″ s. š., 16°28′5″ v. d.               | buk lesní červenolistý | 419 | 101201 Q26786800 |                                                                                      | U sokolovny. |
| Buk u zbrojnice                              |            | Žamberk 50°5′22″ s. š., 16°27′56″ v. d.              | buk lesní červenolistý | 340 | 101196 Q26786790 |                                                                                      | U domu čp. 630 naproti hasičské zbrojnici. |
| Dub u koupaliště †                           |            | Žamberk 50°5′11″ s. š., 16°28′21″ v. d.              | dub letní | 420 | 101197 Q26786792 |                                                                                      | U koupaliště na levém břehu Divoké Orlice. Ochrana zrušena 02. února 2021 |
| Dub v Žamberku                               |            | Žamberk 50°5′16″ s. š., 16°27′59″ v. d.              | dub letní | 383 | 101204 Q26786806 |                                                                                      | Pod radnicí a za zahradami domů na pravém břehu Divoké Orlice |
| Duby u zámeckého parku                       |            | Žamberk 50°4′21″ s. š., 16°29′20″ v. d.              | dub letní (3) | 557 | 104784 Q26779834 |                                                                                      | 3 stromy vpravo od polní cesty na okraji zámeckého parku, jihovýchodně od Žamberka, obvody 405–557 cm. |
| Duby v Remízku                               |            | Žamberk 50°5′10″ s. š., 16°28′42″ v. d.              | dub letní (2) | 430 | 101195 Q26779830 |                                                                                      | Na travnaté ploše za koupalištěm. |
| Jasan v Žamberku                             |            | Žamberk 50°5′11″ s. š., 16°28′5″ v. d.               | jasan ztepilý | 470 | 101200 Q26786797 |                                                                                      | Na parkovišti pod zámkem proti odbornému učilišti v Tyršově ulici. |
| Jírovec U pěti ran                           |            | Žamberk 50°5′22″ s. š., 16°26′43″ v. d.              | jírovec maďal | 382 | 104783 Q26789392 |                                                                                      | U křížku vpravo od polní cesty za hřbitovem – „U pěti ran“, západně od Žamberka. |
| Lípa a buky nad Vonwillerkou                 |            | Žamberk 50°5′47″ s. š., 16°27′26″ v. d.              | buk lesní červenolistý (2) lípa malolistá (1)                                                                                               | 435 | 101192 Q26779829 |                                                                                      | V parčíku u Vonwillerky, 2 buky a lípa. |
| Lípa u svaté Anny                            |            | Žamberk 50°5′17″ s. š., 16°28′19″ v. d.              | lípa velkolistá | 343 | 101194 Q26786787 |                                                                                      | U domu čp. 305 naproti kapličce. |
| Lípa u zámku (Žamberk) †                     |            | Žamberk                                              | lípa velkolistá | 720 | 101189           |                                                                                      | V zámeckém parku u budovy zámku. 29. května 2001 po 14. hodině došlo vlivem silného větru k odlomení více než poloviny kmene. Zbývající část stromu představovala riziko, pročež byla ochrana 300–350 let staré lípy 30. května 2001 ukončena. |
| Lípa za mostem †                             |            | Žamberk                                              | lípa malolistá | 604 | 101193           |                                                                                      | za mostem za závodem ORLITA v blízkosti domu čp. 408. Pokácena 9. září 2009 po pádu jednoho kmene (nebezpečí pádu druhého kmene), ochrana zrušena 20. října 2009. |
| Lípy u Žamberka †                            |            | Žamberk 50°5′24″ s. š., 16°29′3″ v. d.               | lípa malolistá (3) | 430 | 101191 Q26786786 |                                                                                      | U silnice směrem na Klášterec nad Orlicí. 2 z původně 3 lip, obvody 380 a 430 cm, dnes (2013) už je jedna lípa. Ochrana zrušena 3. srpna 2021 |
| Lípy v Žamberku                              |            | Žamberk 50°5′17″ s. š., 16°28′2″ v. d.               | lípa velkolistá (2) | 349 | 101203 Q26779832 |                                                                                      | U pomníku z r. 1726 na Jiráskově náměstí, 2 stromy. |
| Líska čínská                                 |            | Žamberk 50°5′41″ s. š., 16°28′4″ v. d.               | líska | 245 | 105584 Q26790158 |                                                                                      | Nad sanatoriem, Corylus chinensis nebo Corylus colurna. |
| Žamberská katalpa                            |            | Žamberk 50°5′5″ s. š., 16°27′46″ v. d.               | katalpa trubačovitá | 241 | 101183 Q26786774 |                                                                                      | V zahradě u rod. domku čp. 574 ve Vrchlického ulici poblíž Vojáčkových sadů. |
| Žamberská lípa                               |            | Žamberk 50°5′15″ s. š., 16°27′46″ v. d.              | lípa velkolistá | 337 | 101202 Q26786803 |                                                                                      | U domu čp. 91. |
| Buk lesní červenolistý v arboretu v Žampachu |            | Žampach 50°2′16″ s. š., 16°25′50″ v. d.              | buk lesní červenolistý | 343 | 106385           |                                                                                      | Strom roste v parku Arboreta Domova pod hradem Žampach. |
| Buk lesní v arboretu v Žampachu              |            | Žampach 50°2′16″ s. š., 16°25′58″ v. d.              | buk lesní | 368 | 106383           |                                                                                      | Strom roste v parku Arboreta Domova pod hradem Žampach. |
| Lípa srdčitá v arboretu v Žampachu           |            | Žampach 50°2′17″ s. š., 16°25′51″ v. d.              | lípa malolistá | 396 | 106384           |                                                                                      | Strom roste v parku Arboreta Domova pod hradem Žampach. |
| Lípa u pranýře †                             |            | Žampach                                              | lípa malolistá | 350 | 101163           |                                                                                      | V obci u čp. 38 proti pranýři pod hradním kopcem. |
| Lípa v Žampachu                              |            | Žampach 50°2′19″ s. š., 16°25′19″ v. d.              | lípa malolistá | 370 | 101164 Q26786734 |                                                                                      | Na konci obce u čp. 10. |
| Lípa v arboretu v Žampachu                   |            | Žampach 50°2′14″ s. š., 16°25′54″ v. d.              | lípa malolistá | 520 | 106449           |                                                                                      | V parku arboreta Domova pod hradem Žampach. |
| Jilm u Krátkých                              |            | Žichlínek 49°52′52″ s. š., 16°38′23″ v. d.           | jilm habrolistý | 320 | 104894 Q26789533 |                                                                                      | V obci u čp. 61. |
| Lípa u starého statku                        |            | Žichlínek 49°53′28″ s. š., 16°37′38″ v. d.           | lípa velkolistá | 380 | 101168 Q26786742 |                                                                                      | V severní část obce u starého statku. |
| Lípy u Skalických                            |            | Žichlínek 49°53′32″ s. š., 16°37′40″ v. d.           | lípa velkolistá (1) lípa malolistá (1) | 664 | 101167 Q26779810 |                                                                                      | V severní část obce u čp. 96. Obvody 335 a 664 cm. |